# Carmelo Cernigliari-Melilli
Pour les articles homonymes, voir Melilli (homonymie).
Carmelo Cernigliari Melilli (1870-1944) est un écrivain, dramaturge, poète et sculpteur italien établi en France.

## Biographie
Carmelo Cernigliari-Melilli est né le 30 novembre 1870 à Trapani en Sicile et mort le 29 mai 1944 à l'hôpital d'Issoudun. Il s'était installé en 1930 au château de Villiers-les-Roses à Sainte-Lizaigne.
Carmelo Cernigliari Melilli écrivit pour le théâtre, puis, en français, des sonnets acrostiches. L'un de ses premiers textes est publié par la revue L'Œuvre d'art international (1898-1900).
Comme sculpteur, il fit des portraits en buste et des statuettes. Il fut en vogue au début du XXe siècle ; le journal Le Matin du 27 mars 1907 le décrit dans son feuilleton comme « le grand statuaire italien qui était en train de portraiturer tant de célébrités françaises ».
Il produisit aussi des étains dans le style Art nouveau.

## Œuvres

### Théâtre
- Il sovrano delle ventiquattr'ore - Drame en trois actes - Palermo - Tip. Lit. A. Brangi, 1892
- Eroismo : drame en un acte, 1898

### Sculpture
- Verdi, buste, 1901, Conservatoire de Musique de Paris[5].
- Portrait de M. Lefèvre-Pontalis, membre de l'Institut, buste, marbre, Salon de  1903 (no 2631).
- Menotti Garibaldi, buste, 1904 [6]
- Sir James Dewar, statuette bronze (356 mm, 1906, National Portrait Gallery, Londres (no 2118)
- Statuette, musée de Bourges
- Étains